# Comuna Velîki Dederkalî, Șumsk
Velîki Dederkalî (în ucraineană Великі Дедеркали) este o comună în raionul Șumsk, regiunea Ternopil, Ucraina, formată din satele Mali Dederkalî, Velîki Dederkalî (reședința) și Vovkivți.

## Demografie
Componența lingvistică a comunei Velîki Dederkalî
     Ucraineană (99,18%)
     Alte limbi (0,82%)
Conform recensământului din 2001, majoritatea populației comunei Velîki Dederkalî era vorbitoare de ucraineană (99,18%), existând în minoritate și vorbitori de alte limbi.